# 세베루스 알렉산데르
세베루스 알렉산데르(Marcus Aurelius Severus Alexander Augustus, 207년 경 - 235년 3월 19일)는 222년부터 235년까지의 로마 황제 및 세베루스 왕조 출신 마지막 황제이기도 하다. 222년에 암살당한 사촌 엘라가발루스를 이어 황제에 올랐으며, 그 자신도 암살을 당해 50년에 가까운 내전, 외국의 침입, 현재 논란되고 있는 화폐 경제 붕괴등의 3세기의 위기가 일어났다.
알렉산데르는 자신의 근위대 의해 어머니 율리아 소아이미아스와 함께 살해당하고 모욕을 주기 위해 시신을 테베레강에 던져진 19세의 황제인 친척의 후계자였다. 그와 친척 둘다 그 유명한 갈리카 제3군단를 통해 엘라가발루스의 황제 즉위 동위를 주선해낸 영향력과 권력을 지닌 율리아 마이사의 손자들이였다. 엘라가발루스와 그의 어머니를 암살을 유발했다는 알렉산데르의 죽음에 대한 루머가 있었다. 그의 13년간의 통치는 안토니누스 피우스 이래로 단독 황제로서는 가장 긴 기간이였다. 또한 그는 하나된 제국이 존재하던 시기 합법적인 단독 황제로서는 두번째로 젊었으며, 가장 젊은 이는 고르디아누스 3세이다.
알렉산데르의 평화로운 제위 시기는 번창하였다. 하지만 로마는 번영하는 사산조 페르시아과 게르마니아 부족들의 늘어나는 습격을 군사적으로 맞딱드렸다. 그는 사산조의 위협을 확인하려 했다. 그러나 게르만족을 상대로 군사 작전을 펼칠때, 그들을 외교적과 뇌물로 평화를 이룰려고 시도했다.

## 생애
오리엔트 지방의 소도시 알카 카이사리아 출생으로 222년 3월 13(3월 11일)일에 엘라가발루스가 살해되면서 뒤를 이어 황제가 되었다. 법학자 울피아누스를 등용해 로마 제국의 일시적 부흥기를 마련하며 6년 동안 평화를 누렸다. 그러나 어머니 율리아 마메아가 울피아누스를 실각시키고 후에 살해하면서 내정이 붕괴되고 226년 사산조 페르시아가 파르티아를 멸망시키고 로마의 동방을 침략하기 시작했다.
이에 5만 명 정도의 군사를 이끌고 페르시아 원정에 나섰으나 시리아 속주에서 군단병들의 파업에 부딪치고 페르시아와 일차전을 벌이나 막대한 피해만 입고 소득은 거의 거두지 못했다. 하지만 원로원에는 승리로 보고한 뒤 철수해 234년 게르만족을 막기 위해 라인 전선으로 떠났다.
하지만 알렉산데르가 게르만족과 평화 교섭을 진행하자 결국 이에 불만을 품은 근위대가 반란을 일으켰고 235년 3월 9일에 갈리아 지방의 마인츠 근처의 마을에서 어머니와 함께 살해되었다.
이로써 5대에 걸친 세베루스 왕조가 붕괴되고 군인 황제 시대가 시작되면서 로마는 혼란기에 접어들었다.